# 齿塘鳢属
齿塘鳢属为鰕虎鱼目鰕虎鱼亚目塘鱧科下的一个属，主要分佈於西太平洋的热带海域以及南亚的淡水和咸水水域。

## 下属物种
- 大牙齒塘鱧(Odonteleotris macrodon)

## 扩展阅读
- 維基物種上的相關：齿塘鱧属
- WoRMS数据：http://www.marinespecies.org/aphia.php?p=taxdetails&id=268522 （页面存档备份，存于）